# Залучье (Сорожское сельское поселение)
Залучье — деревня в Сорожском сельском поселении Осташковского района Тверской области. Находится на низком восточном берегу Осташковского плеса озера Селигер в 8 километрах от районного центра города Осташков, и в 3 километрах от Сороги.

## История
В старину деревня Залучье делилась на два поселения — Нижнее Залучье и Верхнее Залучье с общим населением около 708 человек на 1859 год. Одним из основных промыслов населения было бондарьское ремесло (изготовление бочек). К началу XX века в деревне была построена часовня из кирпича. К 1889 году в деревне проживало уже 769 человек.
Во время Великой Отечественной войны деревня оказалась рядом с фронтом, жители деревни принимали активное участие в обороне.
В XX веке численность населения деревни быстро сокращалась и к 1950 году в Залучье проживало уже всего 96 человек, а в 1968 61 человек. К 1989 году в деревне оставалось всего 15 человек, в 1998 году осталось 9 домов и 12 жителей пенсионного возраста. На численность населения сильно сказывалась близость к городу Осташков, большинство молодёжи уезжало туда на постоянное место жительства, но также из-за близости к районному центру деревня постепенно превратилась в дачный посёлок со смешанной застройкой заселяемой в основном летом. По переписи 2002 года в деревне насчитывалось 15 постоянных жителей.